# Barrière de Bercy (Mur des fermiers généraux)
La barrière de Bercy  également dénommée barrière des poules  est une ancienne barrière d'octroi de l'enceinte des Fermiers généraux.

## Situation
La barrière de Bercy  était située près du croisement  de la rue de Bercy avec le boulevard de Bercy et le  chemin de ronde de l'enceinte à 300 mètres au nord-est de la barrière de la Rapée près de l’entrée de l’actuel Ministère de l'Économie et des Finances.

## Origine du nom
Elle était appelée « barrière de Bercy » car située rue de Bercy. La raison de son autre dénomination barrière des poules est inconnue.

## Historique
La barrière comprenait 2 pavillons construits sous la direction de l’architecte Claude-Nicolas Ledoux. Leur construction comme celle des autres bâtiments des barrières fut arrêtée à la suite d’un arrêt du Conseil d’Etat du  7 septembre 1787  alors qu’ils étaient achevés pour leur plus grande partie pour un  coût de 100 000 livres. Ces pavillons furent désaffectés et loués.  
La barrière fut supprimée le 1er janvier 1860 avec l’ensemble des barrières du Mur des Fermiers généraux lors du déplacement de l'octroi à l'enceinte de Thiers. Dans les années 1860, l'un des deux pavillons a servi de bâtiment de Justice de Paix, l'autre de poste de police. Ces bâtiments ont été détruits au cours des années suivantes.
Contrairement à ce qui est généralement indiqué, le bâtiment du 139 rue de Bercy (adresse du Ministère de l'Économie et des Finances) n'est pas celui de la barrière de Bercy disparue mais un de ceux construits en 1828 pour le magasin des fourrages de l'armée, devenu vers 1920 celui du Ministère des anciens combattants.